# Tristrams dwerghoningeter
De Tristrams dwerghoningeter (Myzomela tristrami) is een zangvogel uit de familie Meliphagidae (honingeters). Deze vogel is genoemd naar de Britse zoöloog Henry Baker Tristram.

## Verspreiding en leefgebied
Deze soort is endemisch op het eiland Makira in het zuidoosten van de Salomonseilanden.

## Status
De grootte van de populatie is niet gekwantificeerd maar de soort wordt omschreven als zeer algemeen. Op de Rode lijst van de IUCN heeft deze soort de status niet bedreigd.